# Fat Albert (film)
Fat Albert er en 2004 live-action/animeret film baseret på den Filmation animerede serie Fat Albert & the Cosby Kids. Filmen blev produceret af Davis Entertainment for 20th Century Fox, og har Kenan Thompson i rollen som titelkarakteren.
Plottet omhandler Fat Albert og vennerne, der forlader tegneserieverden de befinder sig i og ind i den virkelige verden for at hjælpe en teenagepige, der skal håndtere de udfordringer, at være upopulær og ikke har nogen venner, undtagen hendes fostersøster. Hendes upopularitet stammer fra hendes tendens til at trække sig ind i sin egen verden på grund af følgen og døden af hendes bedstefar, Albert Robertson, der faktisk var inspirationen til Fat Albert-karakteren. Det er op til Fat Albert og vennerne at vise hende, at hun er speciel og kan få venner.
Optagelserne fandt sted i Philadelphia i Los Angeles og Valencia, Santa Clarita i Californien.

## Medvirkende
- Kenan Thompson som Fat Albert
- Kyla A.Pratt som Doris Robertson
- Bill Cosby som Mr. Cosby (sig selv)
- Dania Ramirez asom Lauri Robertson
- Shedrack Anderson III som Rudy
- Omarion som Reggie
- Keith Robinson som Bill
- Marques Houston som Dumb Donald
- Jermaine Williams som Mushmouth
- Aaron Frazier som Old Weird Harold
- Alphonso McAuley som Bucky
- Jeremy Suarez som Russell (stemme)
- J. Mack Slaughter, Jr. som Arthur
- Alice Greczyn som Becky
- Keri Lynn Pratt som Heather

Cameooptrædener
- Raven-Symoné som Danielle (stemme)
- Aaron Carter som Darren (krediteret som "Teen")
- Joel Madden som Dude with Mohawk
- Fonzworth Bentley som Salesman
- Jeff Garlin (ikke krediteret) som Jer
- Earl Billings som Mr. Mudfoot (stemme)
- Mase (uncredited) som sig selv (archive footage)